# Rhondda Cynon Taff
Rhondda Cynon Taf este una dintre cele 22 zone de consiliu ale Țării Galilor. Pe lângă orașul reședință Tonypandy alte orașe importante sunt Aberdare, Mountain Ash și Pontypridd.
1. ↑  Directions to the Local Democracy and Boundary Commission for Wales 2016 (PDF)
2. ↑   https://ons.maps.arcgis.com/home/item.html?id=a79de233ad254a6d9f76298e666abb2b Lipsește sau este vid: |title= (ajutor)